# FernGully: Poslední deštný prales
FernGully: Poslední deštný prales (v anglickém originále FernGully: The Last Rainforest) je australsko-americký rodinný film z roku 1992. Režisérem filmu je Bill Kroyer. Hlavní role ve filmu ztvárnili Jonathan Ward, Samantha Mathis, Tim Curry, Christian Slater a Robin Williams.

## Obsazení
| Jonathan Ward     | Zak Young  |
| Samantha Mathis   | Crysta     |
| Tim Curry         | Hexxus     |
| Christian Slater  | Pips       |
| Robin Williams    | Batty Koda |
| Grace Zabriskie   | Magi Lune  |
| Geoffrey Blake    | Ralph      |
| Robert Pastorelli | Tony       |
| Cheech Marin      | Stump      |
| Tone Loc          | Goanna     |